# Lioba Reddeker
Lioba Reddeker (* 6. April 1961 in Hövelhof, Nordrhein-Westfalen; † 27. August 2011 in Wien) war eine deutsche Kunstwissenschaftlerin und Kuratorin.

## Leben
Lioba Reddeker, geboren 1961 in Hövelhof, studierte an der Universität Bonn und der Universität Münster Kunstgeschichte, Germanistik und Publizistik. Von 1988 bis 1997 organisierte Reddeker in den Wiener Galerien Ausstellungen und erarbeitete wissenschaftliche Studien im Kunstfeld. 1994 gründete und leitete sie AKKU Verein für Kunst, Theorie und Vermittlung in Wien und 1995 das Institut für Studien zur kulturellen Praxis e.V. in Bonn. Sie wirkte im Aufsichtsrat der Biennale Manifesta mit.
Von 1997 bis 1999 war Reddeker Bundeskuratorin für bildende Kunst im Auftrag des Bundesministeriums für Wissenschaft, Forschung und Kunst. Sie gründete 1997 die österreichische Kunstdatenbank basis wien, und 1999 die europäische Kunstdatenbank Vektor. Dem Fernsehsender TIV stellte sie 1997 einen Teil des Startkapitals zur Verfügung. Seit 2005 kuratierte Reddeker Ausstellungen im Hangar-7 in Salzburg. Reddeker lebte und arbeitete zuletzt in Wien.

## Auszeichnungen
- 2005: Ehrung mit dem Award Kunstmediator.

## Publikationen
- mit Hanna Krause: Kunst, Markt, Staat. Podiumsdiskussion mit Sabine Breitwieser … Institut für Kulturstudien (IKUS), Wien 1993.
- mit Angelika Dwořak: Pressearbeit in der bildenden Kunst. Grundlagen und Tipps für den erfolgreichen Umgang mit Medien in Österreich. Ein praxisorientierter Leitfaden. Überarbeitung: Andrea Winklbauer, Einführung: Samuel Herzog, Beiträge: Anne Katrin Feßler, Peter Kainz. Verlag Basis Wien, Wien 2006, ISBN 3-9500831-7-0.
- Gegenwart dokumentieren: Handbuch zur Erschliessung von moderner und zeitgenössischer Kunst in Archiven und Datenbanken. Verlag Basis Wien, Wien 2006, ISBN 3-9500831-3-8.